# Abházok
Az abház népcsoport vagy egyszerűen csak az abházok (abház nyelven Аҧсуа /Apszva/, grúz nyelven აფხაზები /apkazebi/) egy népcsoport a Kaukázusban. Valószínűsithetően a legnagyobb számban Abháziában, egy vitatott státuszú területen élnek a Fekete-tenger partvidékén, Oroszország és Grúzia között: itt a 2011-es népszámlálás szerint 122 175, magát abháznak valló személy élt. A történelem során rengeteg abház diaszpóra alakult ki Törökországban is; egyes (megkérdőjelezhető) források az itt élő, leggyakrabban a török népbe integrálódott abházok számát 500 000-es nagyságrendűre becsülik.

## Az abházok eredete

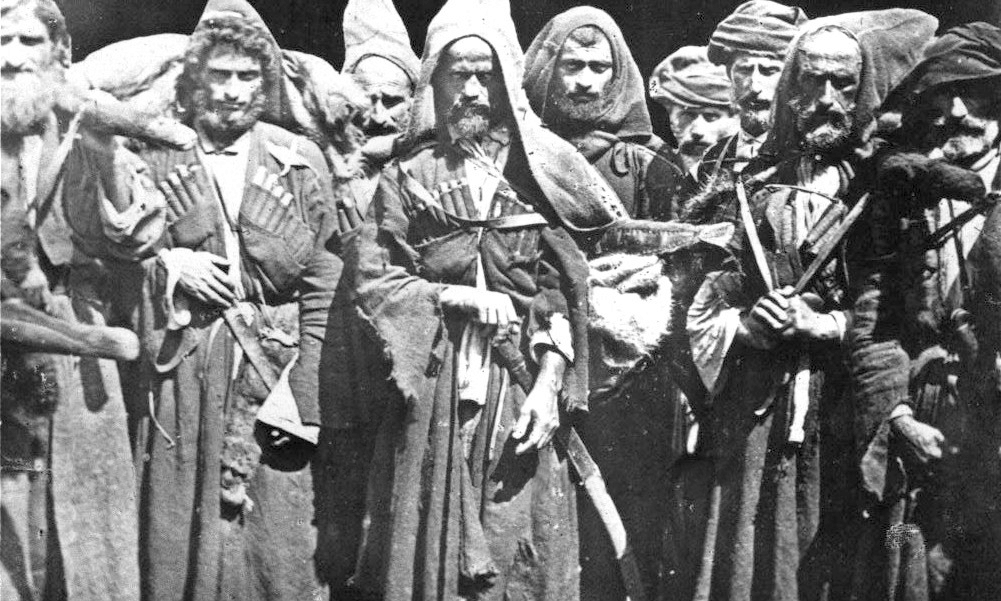
Abházok a 19. század közepén

Az abház nép tagja az Északnyugat-Kaukázusi népcsoportoknak. A klasszikus források több külön abház törzset említenek meg, ám az abházok származása ellentmondásos. A rómaiak által feljegyzett Abaszgoj és Apszilaj törzsek lehetnek a modern abházok elődjei.
A többféle eltérő abház népcsoport egymásba integrálódása a 10. század környékén folyhatott le, azonban több ilyen csoport az Ottomán birodalomba menekült az oroszok elől, amikor azok meghódították a Kaukázust.
Ma háromféle abház dialektust különböztetünk meg. A Bzyb abházok a Bzyb folyó mentén élnek, az Abzuj abházok a Kodori folyónál, a Zamurzakan abházok pedig a délnyugati részén Abháziának.
Abházia területén élt/él egy nagyon kis számú, úgynevezett afro-abház kisebbség, amely a török rabszolga-kereskedelem útján került a területre, és felvette az abház kultúrát.

## Az abházok története

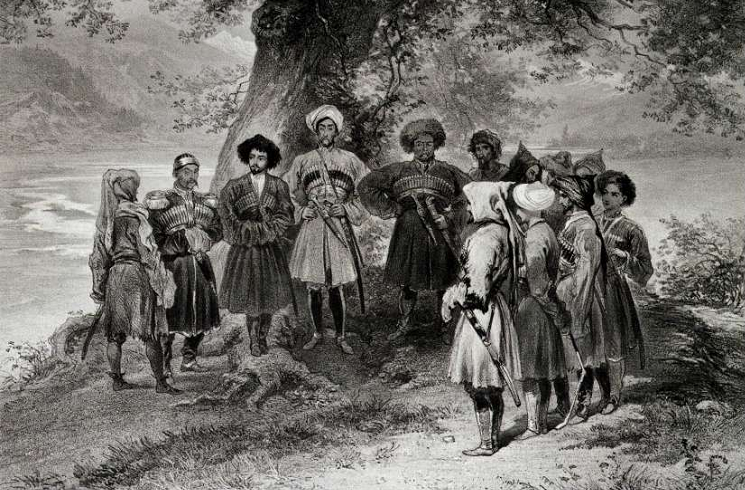
Abház nemesek megbeszélése 1839-ben

Az Abház Királyságot az Ancsabadze dinasztia állította fel a Kr. u. 780-as években, felszabadítva magát a bizánci hegemónia alól. A nemesség közös nyelve (mivel ekkor még a különálló abház törzsek nem alkottak egységet) a grúz volt, és a nemesi-irodalmi, valamint második nyelv ez is maradt a 20. századig, amikor ezt az orosz váltotta fel. Ez az állam a 11. századig állt fenn, amikor is beolvadt a Grúz Királyságba. A grúz polgárháború után kialakult az Abház Fejedelemség, ez viszont 1864-ben beleolvadt az Orosz Birodalomba.
A 17. században az észak-kaukázusi Abaza törzs Abháziába költözött, ahol keveredett a helyi népekkel, megváltoztatva ezzel a régió demográfiáját. Sokáig tartotta magát az a gondolat, hogy Abházia az Abaza törzsről kapta a nevét, de az Abházia név már jóval a 17. század előtt megszületett.
Abházia orosz megszállása az 1810-es és 1860-as évek között szinte az összes muszlim abházt menekülésre késztette. Ők alkotják ma a törökországi és szíriai abház diaszpórákat, számukról azonban csak becsült adatok vannak.
1917 és 1921 között a Grúz Demokratikus Köztársaság része volt Abházia, majd miután a Vörös Hadsereg megszállta a Kaukázust, a Grúz SZSZK része lett. Autonómiát 1931-ben kapott. A különféle kaukázusi népek (örmények, grúzok, oroszok) bevándorlása a területre a turizmus miatti élénk gazdaságnak köszönhetően magával hozta a térség etnikumának a felborulását. Az abház iskolák legnagyobb része bezárt. Az 1989-es adatok szerint a lakosság mindössze 18%-a, 93 000 ember volt a lakosságnak abház, miközben a grúz lakosság aránya 45%, 240 000 ember volt, valamint az orosz (14%) és örmény (15%) lakosság száma is folyamatosan növekedett.

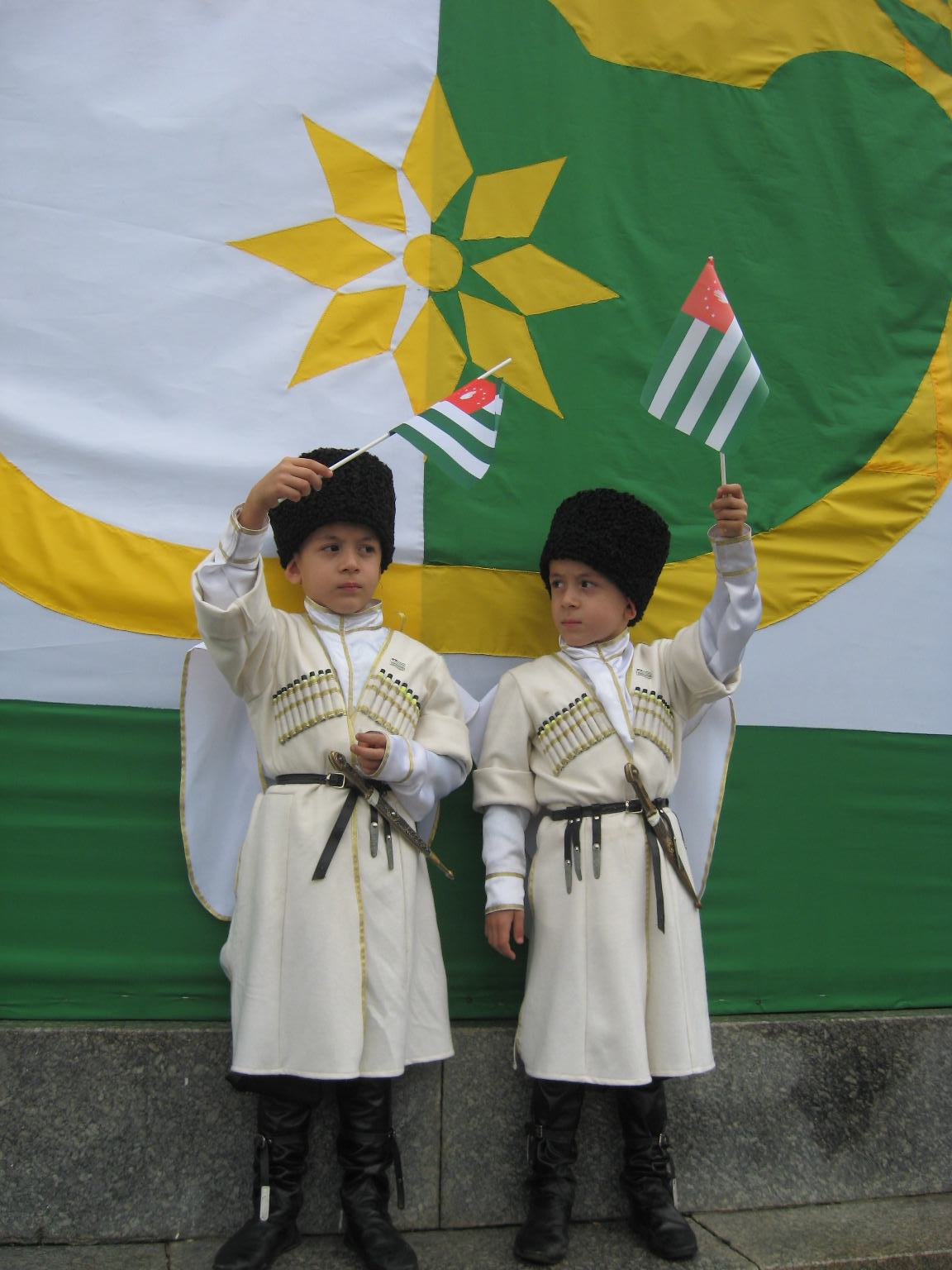
Gyerekek abház tradicionális öltözetben, abház zászlóval

Ennek a folyamatnak vetett véget az abház háború (1992-1993). Ez alatt az idő alatt rengeteg grúz menekült az autonóm területről az anyaországba az üldöztetések miatt, valamint sok grúz az etnikai tisztogatásnak lett az áldozata. Így 1993 végére az abház lakosság többségbe került, a lakosság 45%-át tette ki.

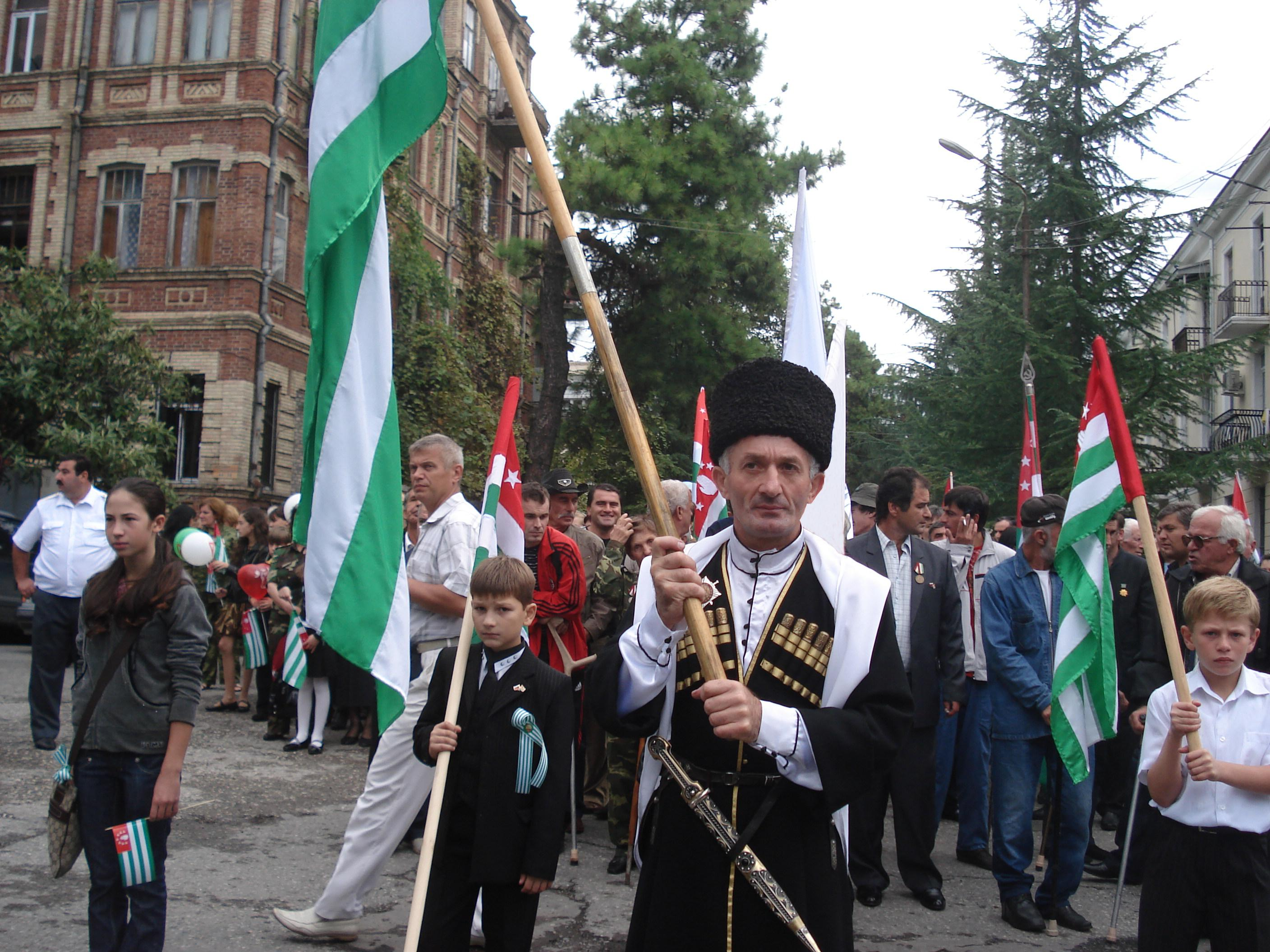
Abházok felvonulása

A szír forradalom és az azt követő politikai instabilitás, valamint az állandó háborús fenyegetés hatására több szíriai abház diaszpóra visszatért Abháziába; 2013 áprilisában 350 ember volt ebben érintett. Vlagyiszlav Arzinba elnök kijelentette, hogy tárt karokkal várják az abházokat, és segítenek a hazatérésükben, így 2013 májusa és augusztusa között további 531 abház menekült Szíriából Abháziába.

## Gazdaság
A helyi gazdaság alapja a mezőgazdaság: a méhészet, az istállós állattartás, a szőlő- és földművelés.

## Vallás

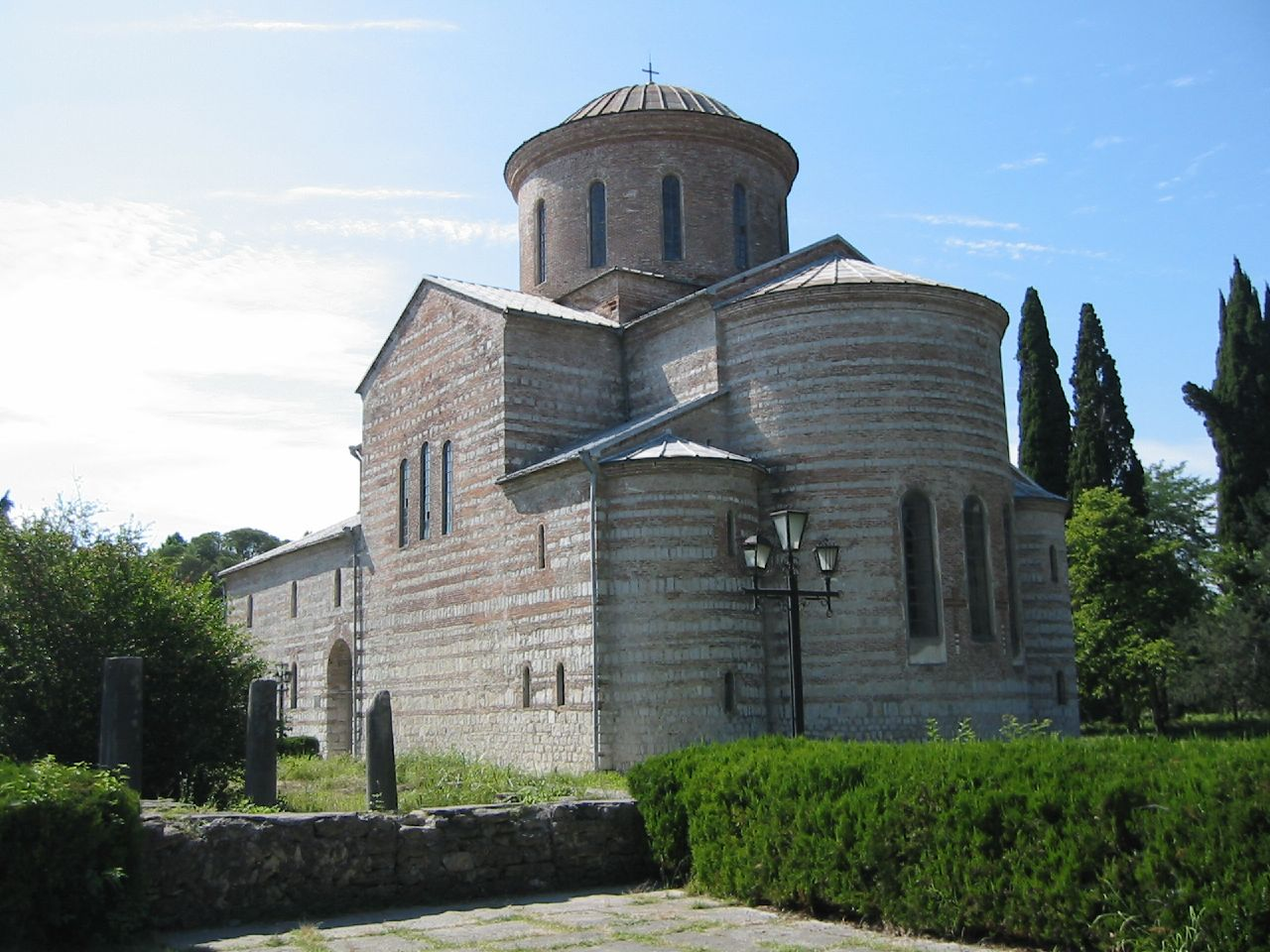
Abház ortodox katedrális Pitszundában

Az abházok körében a két leggyakoribb vallás a keleti ortodox és a szunnita muszlim. A kereszténység a 6. században jelent meg a területen, és az Abház Fejedelemség idejéig ez is maradt a döntő vallás, ám ekkor az oszmán befolyás elkezdte terjeszteni az iszlámot, amelyre a népesség nagyobb része át is tért. Az orosz hódításkor ezek elmenekültek, s azóta erős ortodox többség van Abháziában, míg a muszlim abházok leginkább diaszpórákban élnek.